# Сухонен, Паола
Па́ола А́ннели И́вана Су́хонен (фин. Paola Anneli Ivana Suhonen; 19 июня 1974, Хельсинки, Финляндия) — современная финская художница, дизайнер, модельер, предприниматель и режиссёр; награждена высшей наградой Финляндии для деятелей искусств — медалью «Pro Finlandia» (2013).
В 1998 году вместе с сестрой Пирьё Сухонен создала бренд женской одежды Ivana Helsinki.

## Биография
Родилась 19 июня 1974 года в Хельсинки, в Финляндии.
В настоящее время проживает в США, где занимается изучением кинематографа в Нью-Йорке и Лос-Анджелесе.
В декабре 2013 года награждена высшей наградой Финляндии для деятелей искусств — медалью «Pro Finlandia».

## Творчество
Режиссерский талант дизайнера проявляется и в снятых ею музыкальных клипах. Один из них – это клип американского исполнителя Chip Taylor на песню «Nothin’ (I suppose)»

## Фильмография
- Gone with the River (короткометражный)
- 7 Heaven Love Ways, 2012